# Puebla de Don Rodrigo
Puebla de Don Rodrigo ist eine Gemeinde mit 1.137 Einwohnern (Stand: 2024) in der spanischen Provinz Ciudad Real der Autonomen Region Kastilien-La Mancha.

## Lage
Puebla de Don Rodrigo befindet sich etwa 68 Kilometer westnordwestlich von Ciudad Real am Río Guadiana in einer Höhe von ca. 495 m. 

## Bevölkerungsentwicklung
| Jahr      | 1970 | 1981 | 1991 | 2001 | 2011 | 2021 |
| Einwohner | 1812 | 1440 | 1363 | 1319 | 1237 | 1151 |

## Sehenswürdigkeiten

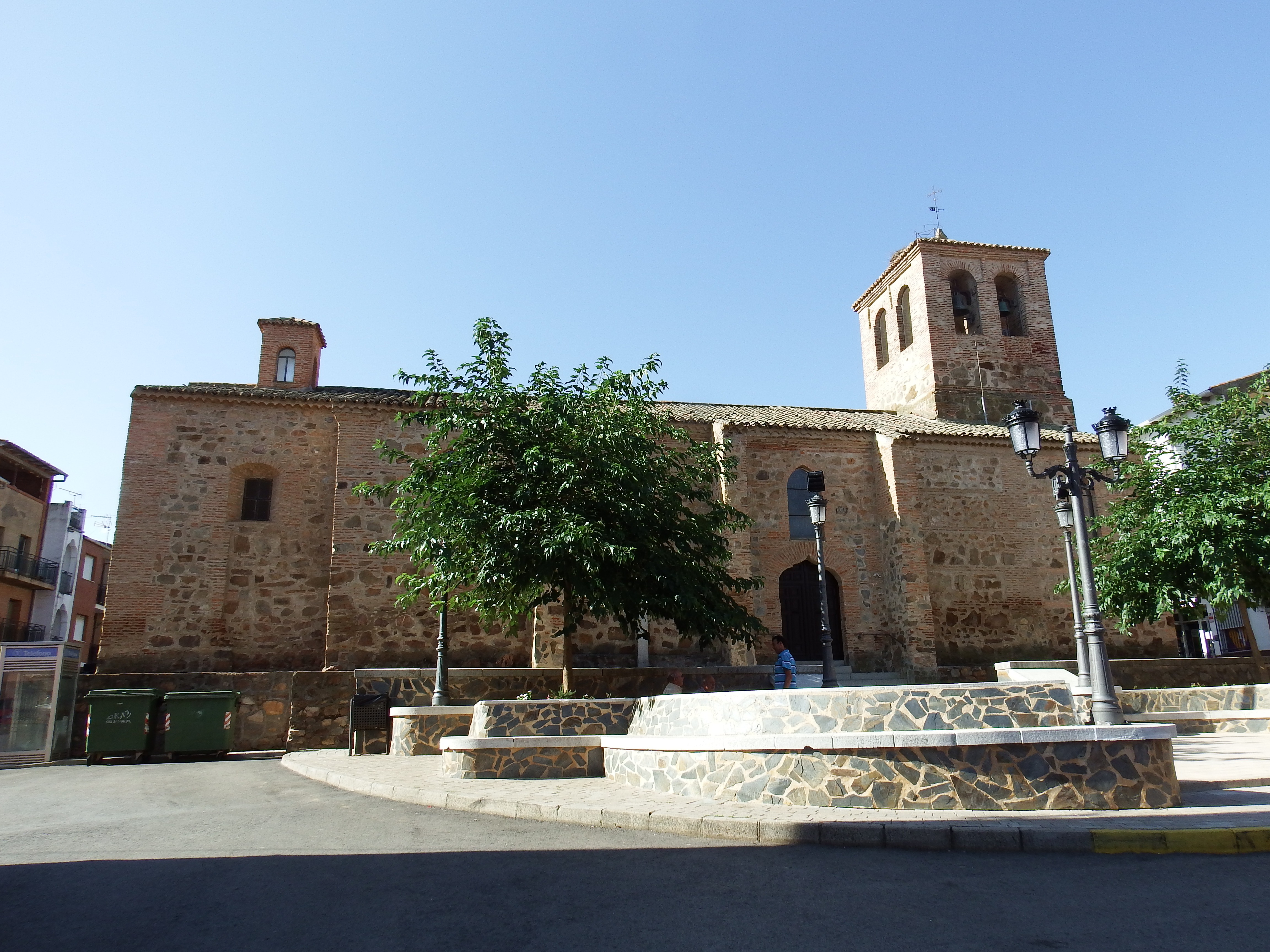
Johannes-der-Täufer-Kirche
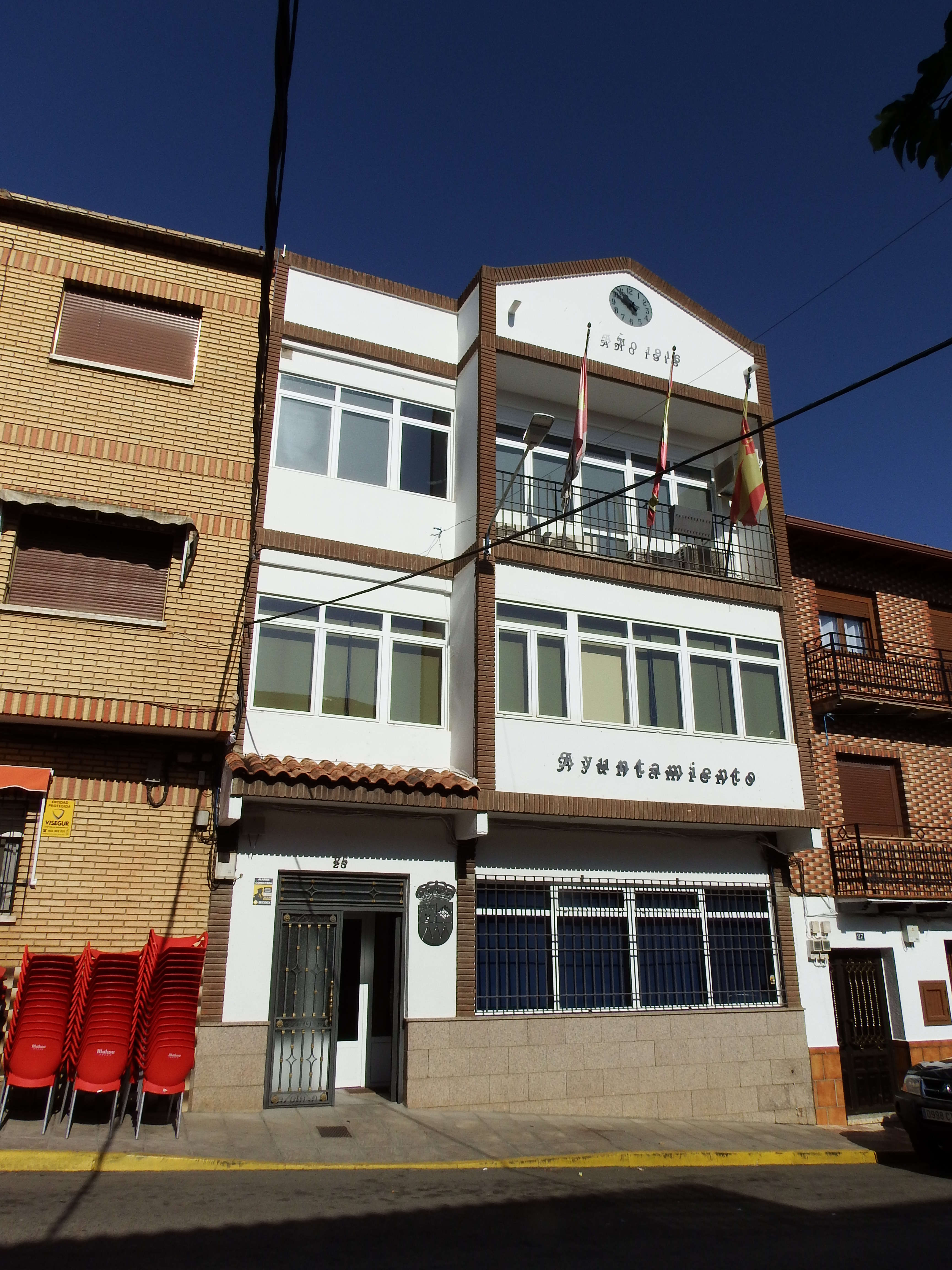
Stierkampfarena

- Johannes-der-Täufer-Kirche
- Rathaus